# Tunong Krueng Kala
Tunong Krueng Kala is een bestuurslaag in het regentschap Aceh Besar van de provincie Atjeh, Indonesië. Tunong Krueng Kala telt 475 inwoners (volkstelling 2010).